# Національні символи Мальти
Острівна держава Мальта має різноманітні національні прапори та символи, деякі з яких діючі, а інші вже не використовуються.

## Державний прапор і герб
Національний прапор Мальти визначено в Конституції та складається з двох рівновеликих вертикальних смуг, білої і червоної. На білій смузі зображено хреста Георга, обрамлений червоним кольором; ширина прапора в півтори рази перевищує його висоту. Він був прийнятий, коли Мальта стала незалежною від Сполученого Королівства 21 вересня 1964 року. У 1942 році король Георг VI вручив нагороду «Хрест Георга» за колективну відвагу. Мальта залишалася єдиним колективним лауреатом нагороди, поки нею не нагородили Королівську поліцію Ольстера Північної Ірландії в 1999 році.

Сучасна емблема Мальти описана в Законі про герб і державну печатку Мальти (1988) як щит, на якому зображено геральдичне зображення національного прапора; над щитом мурована корона із золота з портом і вісьмома вежами (видно лише п’ять), що представляють укріплення Мальти та позначають місто-державу; навколо щита вінок із двох гілок: спритної оливкової гілки, зловісної пальмової пальми, символів миру та мужності до перемоги, які традиційно асоціюються з Мальтою, усі у відповідних кольорах, перев’язані біля основи білою стрічкою з червоною підкладкою та на щиті, на якій написані слова Repubblika ta' Malta великими літерами чорного кольору.

Державний прапор з 1964 року
Герб з 1988 року

## Інші прапори чи символи

### Використовуються зараз

Президентський прапор Мальти був запроваджений прокламацією від 12 грудня 1988 року. Цей прапор використовується в офіційних резиденціях і офісах президента, а також на всіх заходах, на яких присутній президент. Він має таку ж пропорцію, як і національний прапор, і складається з синього поля з гербом Мальти в центрі; іМальтійський хрест із золота в кожному куті.
Прапор архієпископа Мальти складається з двох рівновеликих вертикальних смуг, жовтої та білої. Вважається, що він датується 754 роком нашої ери, що робить його найстарішим прапором Мальти.
Торговий прапор Мальти, цивільний прапор, був запроваджений Законом про торгове судноплавство 1964 року та складається з червоного поля, обрамленого білою рамкою, з білимМальтійським хрестом у центрі. Цей прапор вивішують мальтійські цивільні судна як свій прапор. Мальтійські військові кораблі вивішують національний прапор.
Прапор військово-морського флоту Мальти, призначений для носіння мальтійськими військовими кораблями. Це квадратний прапор, який складається з власне Хреста Георга, обрамленого червоним кольором в центрі білого квадрата в середині червоного квадрата. Кожен кут червоного квадрата містить білийМальтійський хрест.
Стерно або кіль використовується мальтійськими військовими літаками, складається з двох рівних вертикальних смуг, білої та червоної. На білій смузі розташований Хрест Георга, обрамлений червоним кольором.
Рондель крил і фюзеляжу мальтійських військових літаків складається з Хреста Георга, обрамленого червоним кольором у центрі білого диска в середині червоного диска.
Вимпел Командувача Збройними Силами Мальти складається з червоного поля із символом Збройних Сил золотого кольору у центрі.
Вимпел комісара поліції складається з синього поля з символом поліції в центрі.

### Історичні прапори

#### Лицарський прапор (1530—1798)
Оригінальний прапор лицарів-госпітальєрів складався з білого Мальтійського хреста на чорному тлі, однак він ніколи не використовувався на Мальті. Єдиний прапор, який використовувався на Мальті за часів лицарів, складався з білого симетричного хреста на червоному тлі, причому ширина хреста становила 1/5 висоти прапора - подібно до прапора Англії, кольори займають пропорційно 5:3. Прапор досі використовується наступником госпітальєрів Мальтійським орденом.

Прапор Мальти 1530-1798

#### Колоніальні прапори (XIX століття — 1964)
Кілька прапорів використовувалися британською колоніальною адміністрацією Мальти до здобуття незалежності в 1964 році. Між 1798 і 1813 роками на Мальті використовувалися неаполітанський прапор та прапор Великобританії. Коли Мальта стала коронною колонією, був прийнятий новий прапор, який мав кольори ордена Святого Іоанна, але з іншими пропорціями та з частиною прапора Великої Британії. Пізніші прапори складалися з британського синього прапора з гербом Мальти.

Колоніальний прапор у XIX столітті
Колоніальний прапор 1875—1898
Колоніальний прапор 1898—прибл. 1923
Колоніальний прапор 1923—1943
Колоніальний прапор 1943—1964

#### Штандарт королеви Мальти (1967–1974)
Штандарт королеви Мальти був введений в 1967 році. Він складався з мальтійського прапора з особистим прапором королеви Єлизавети II.

Королівський штандарт Мальти 1967—1974

## Інші символи

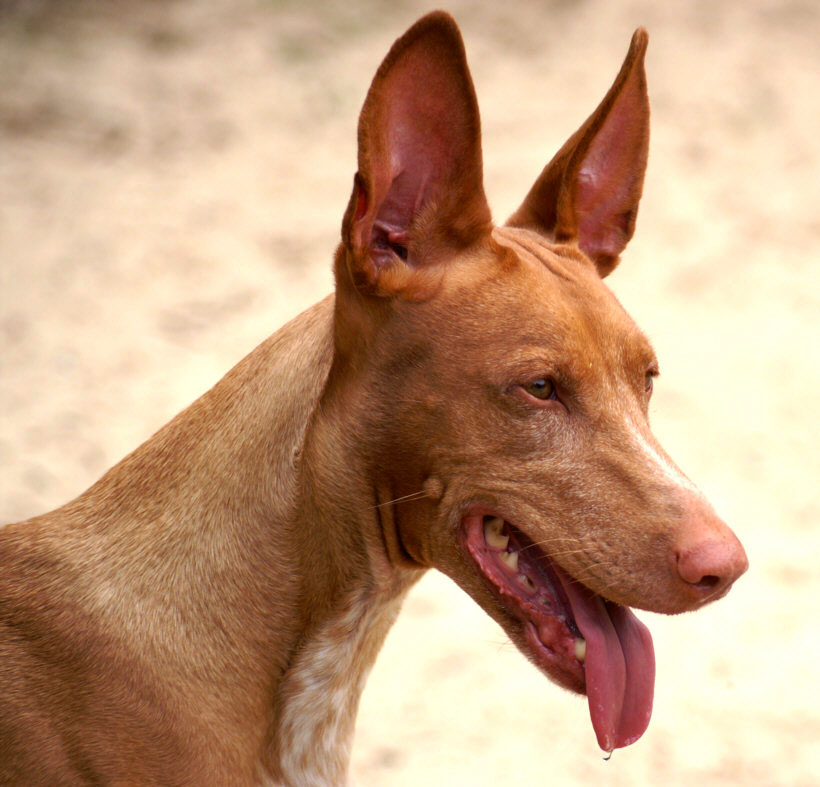
Національна стварина: Фараоновий собака (il‑Kelb tal‑Fenek)
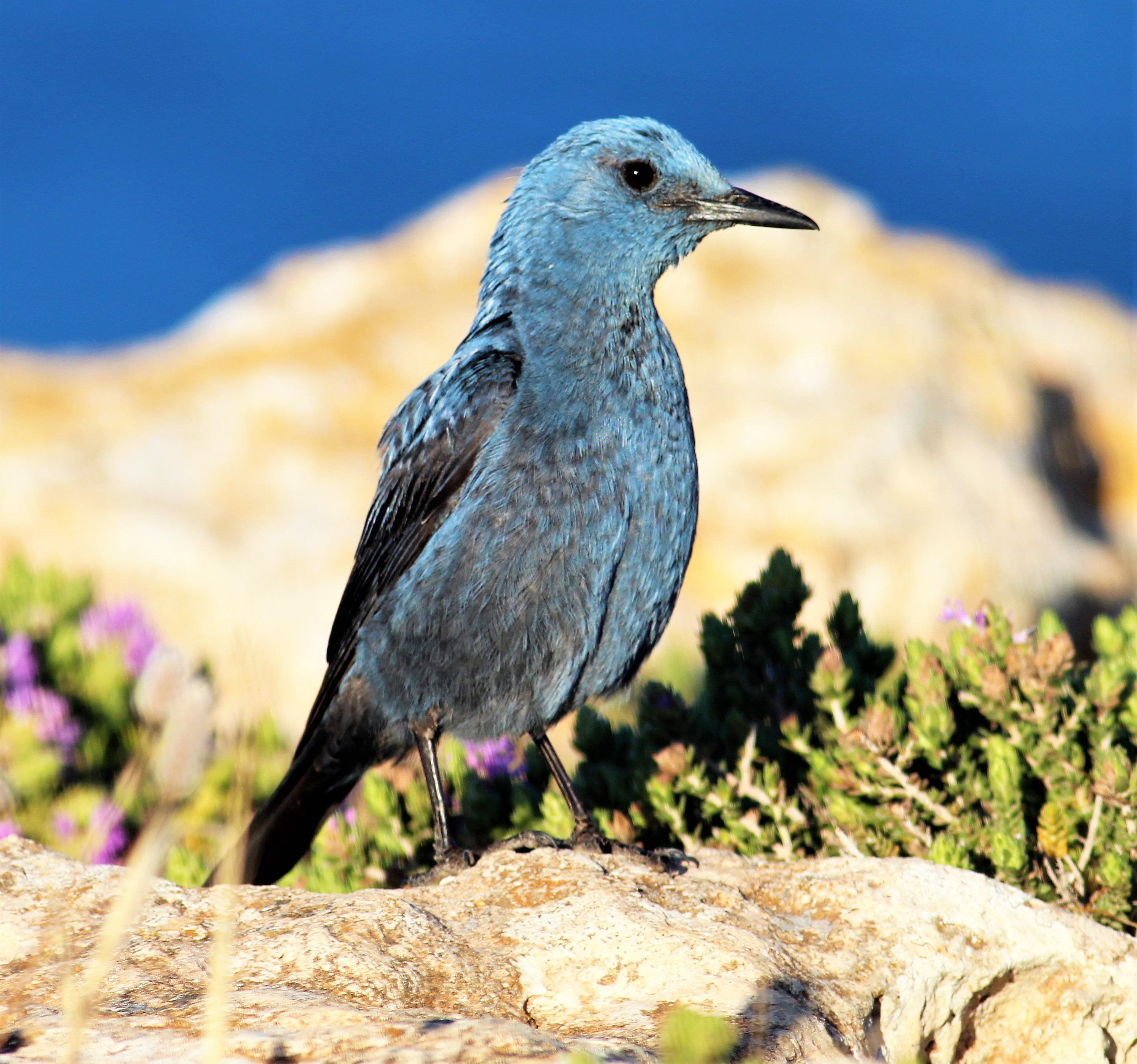
Національна пташка: Скеляр синій (il‑Merill, з 1971)
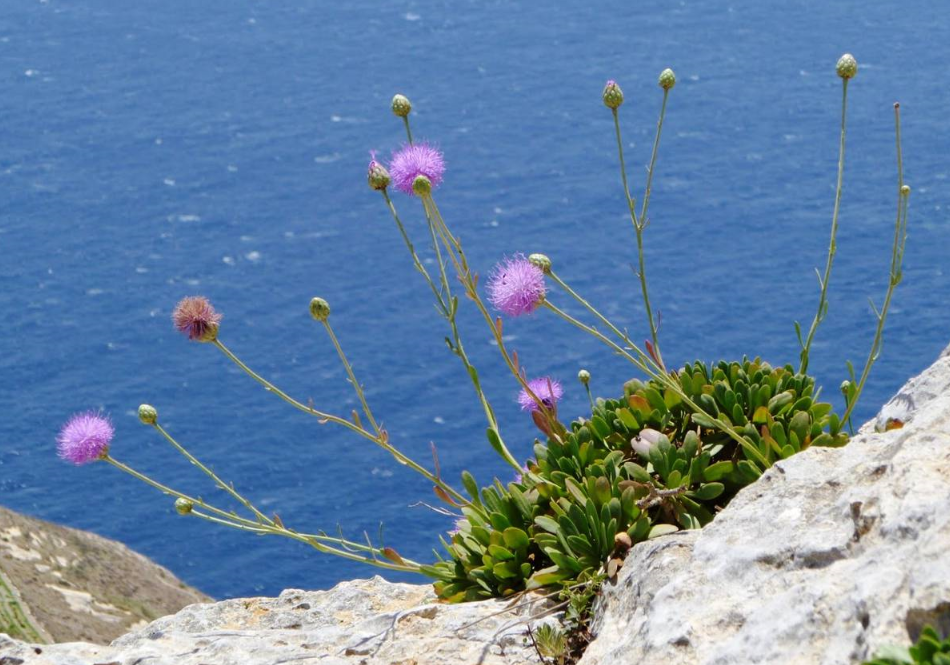
Національна рослина: Cheirolophus crassifolius (Widnet il‑Baħar, з 1971)
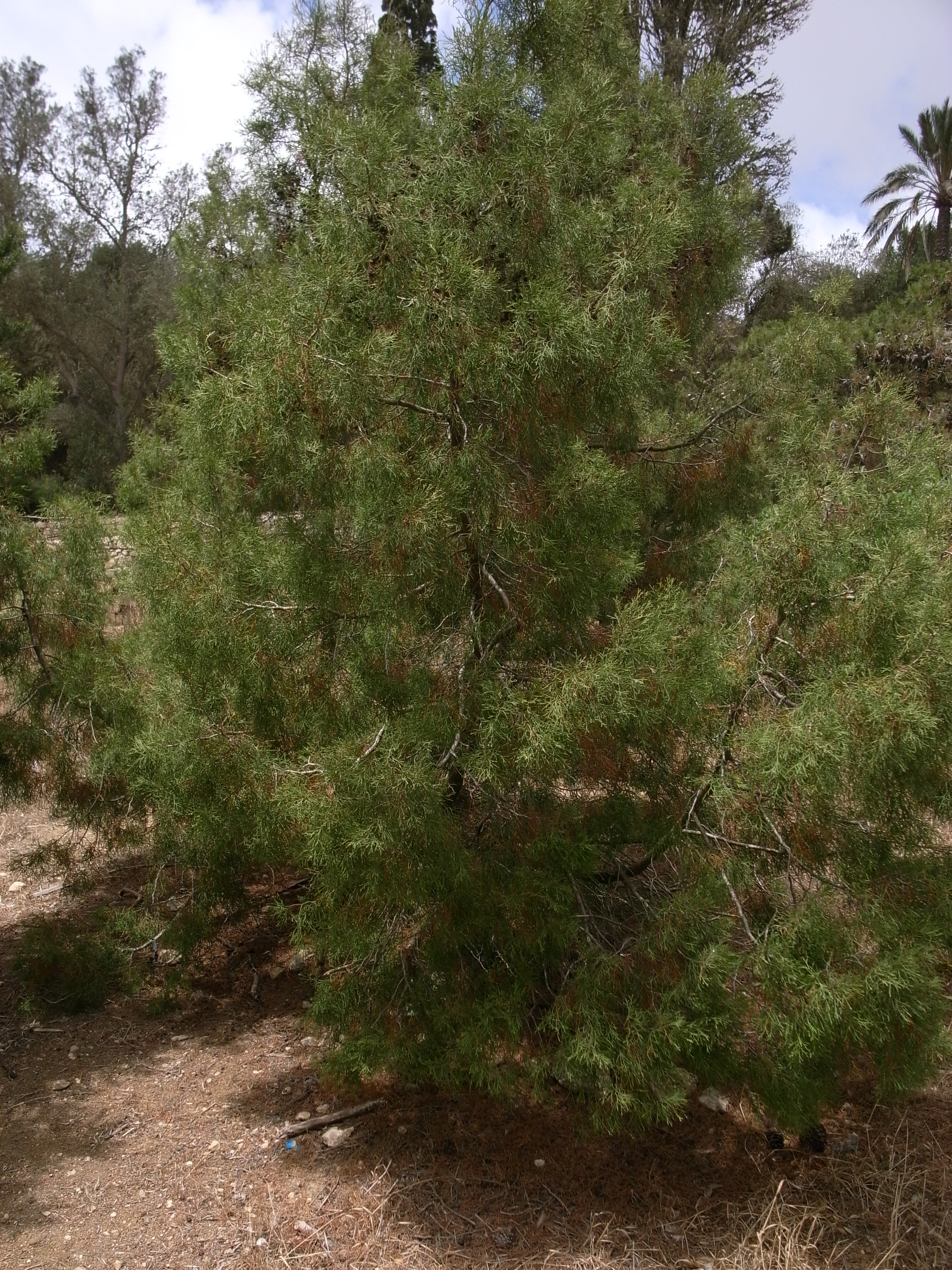
Національне дерево: Tetraclinis (l‑Għargħar)
Національний девіз: Virtute et Constantia (латинською "За силу та послідовність", з 1964)
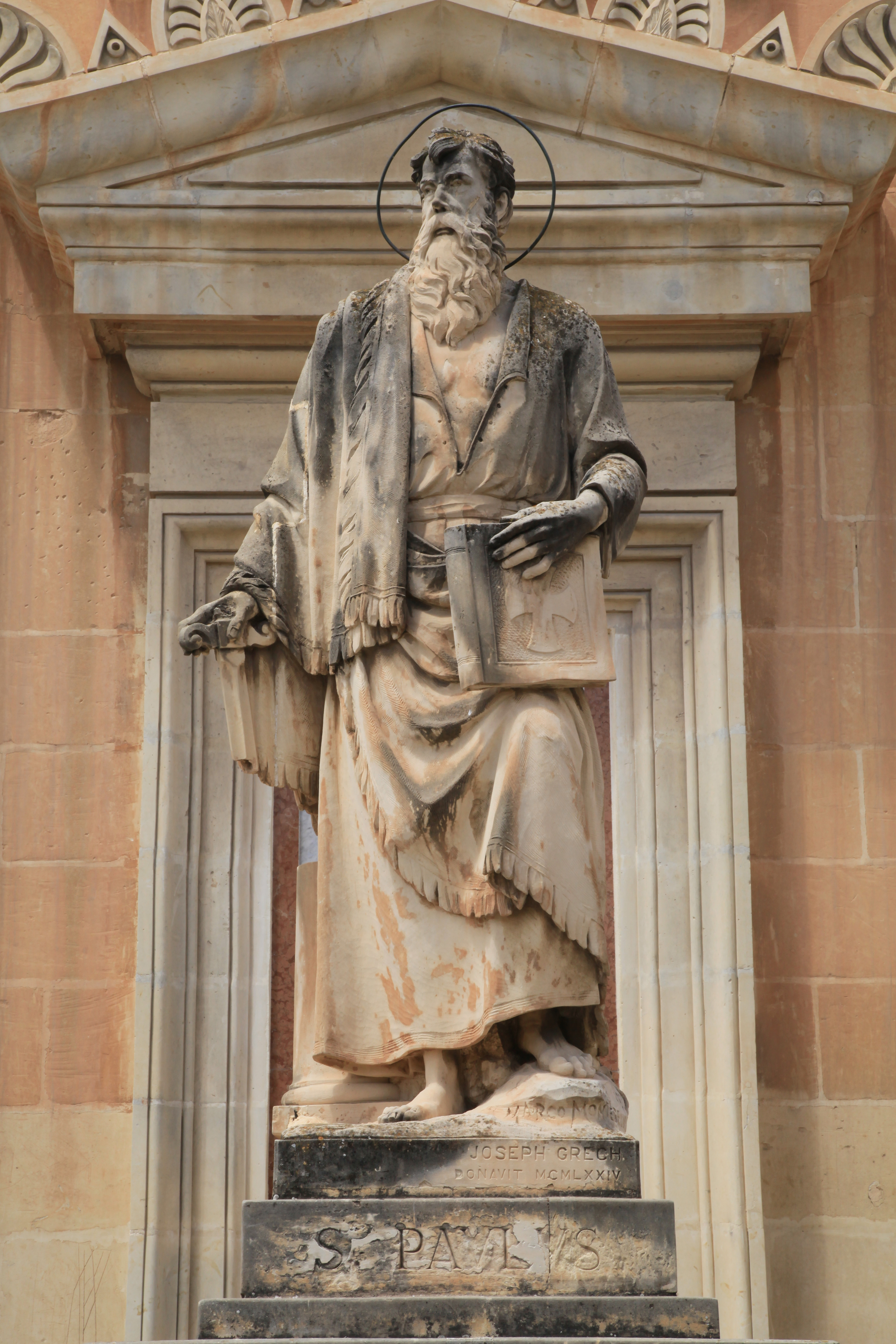
Національний святий: Святий Петро
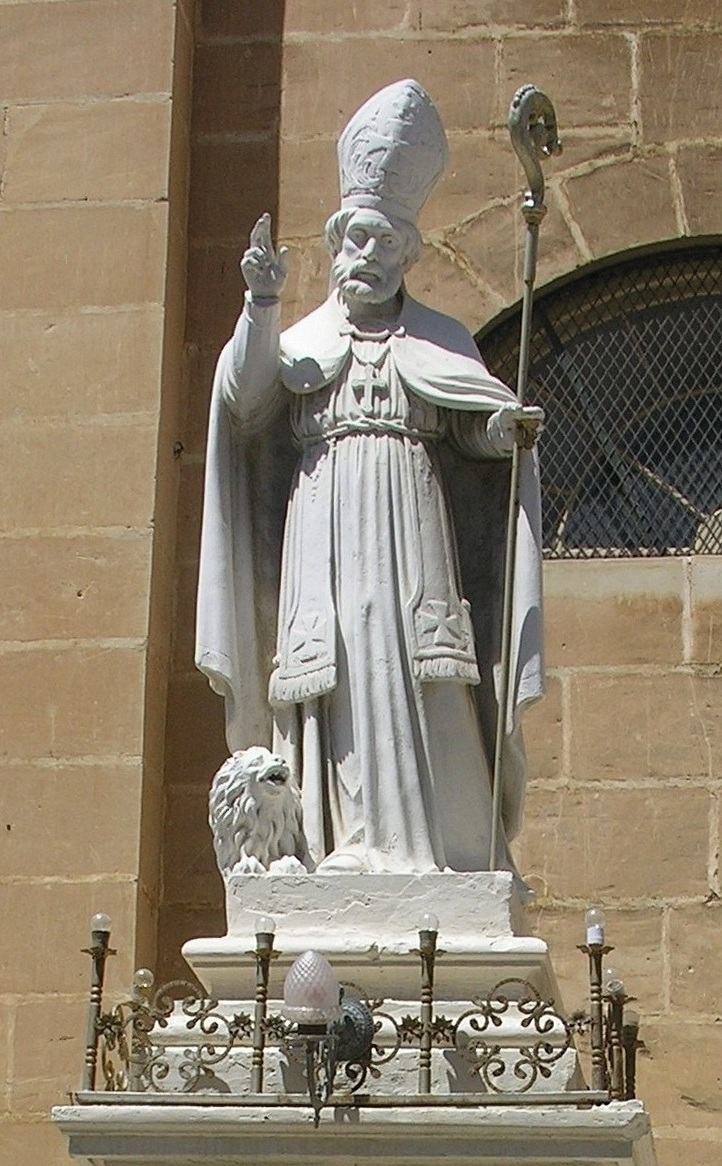
Національний святий: Святий Публій
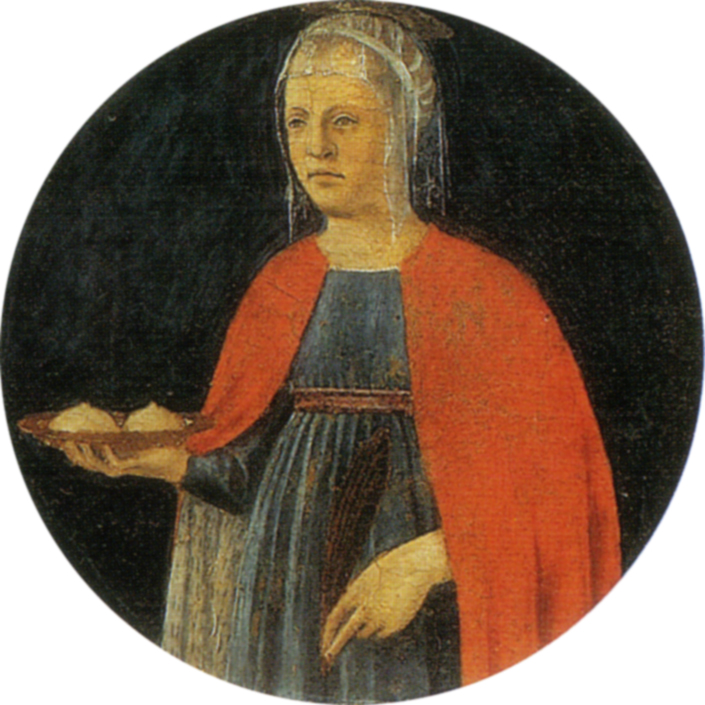
Національна свята: Свята Агата
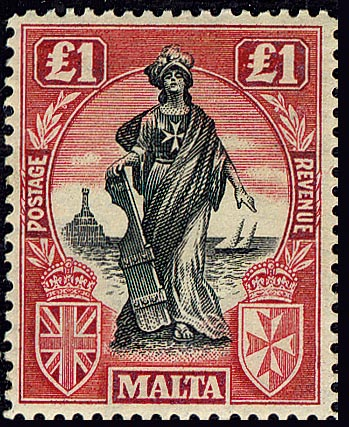
Національна персоніфікація: Меліта
Національні кольори: червоний та білий
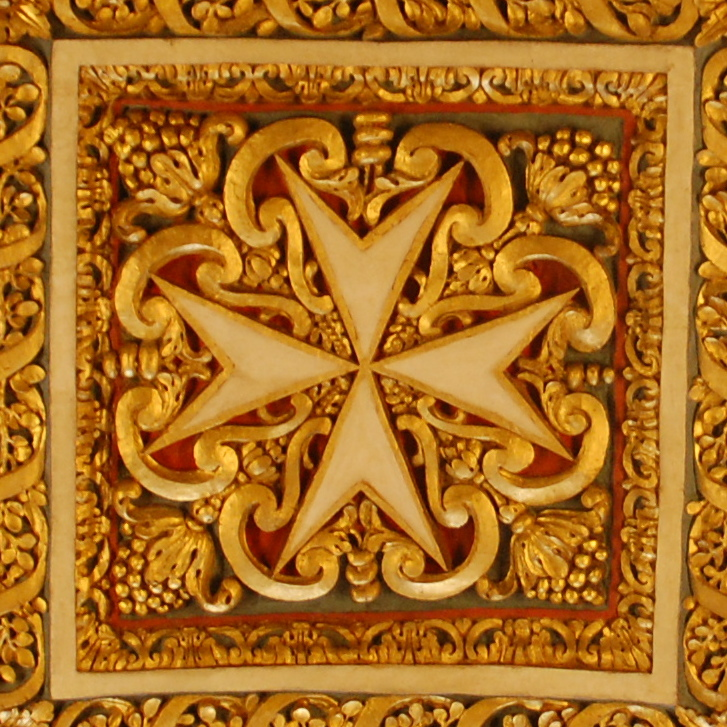
Мальтійський хрест (is‑Salib ta' Malta, з 1530)
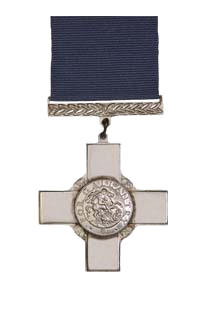
Хрест Георга (з 1942)